# ابراهیم قاشوش
ابراهیم قاشوش مأمور آتش‌نشانی فعال سیاسی و شاعر غیرحرفه‌ای سوری اهل حما که با آغاز بهار عربی در سوریه به بلبل انقلاب مشهور گشت.
ابراهیم قاشوش در خلال خیزش مردم سوریه در سال ۲۰۱۱ به خاطر خواندن و سرودن اشعاری در تمسخر بشار اسد رئیس جمهور سوریه و حکومت حزب بعث مشهور شد.
سرود مشهور مخالفان «آهای بشار برو گورت را گم کن» به او نسبت داده شده است.
روز ۴ ژوئیه ۲۰۱۱ جنازه قاشوش در رود عاصی در حالی که حنجره‌اش قطع شده(گلویش را بریده) و تارهای صوتی‌اش پاره شده بودند پیدا شد.
پس از قتلش مخالفان دوستدار او از قاشوش به عنوان «بلبل انقلاب» تمجید کردند.